# 浅埋暗挖法
浅埋暗挖法是一种建设隧道的施工方法。这种工法主要应用于地铁等城市中的隧道建设。该方法由新奥法改进而来，相对于传统的新奥法更加强调较早、较强的支护，以尽可能减少施工带来的地面沉降，克服了新奥法不适用于埋深较浅（小于3-5倍洞径）的隧道的问题。其工艺要求被总结为“管超前，严注浆，短开挖，强支护，快封闭，勤量测”。
浅埋暗挖法既可以建设简单的隧道，也可建设较为复杂的多层、多跨地铁车站。建设时依照开挖顺序的不同，又可细分为不同的工法，如主要用于隧道施工的台阶法、交叉中隔壁法（CRD法），和主要用于地铁车站施工的洞桩法（PBA法）、中洞法等。
浅埋暗挖法是由铁道部隧道工程局王梦恕（后来当选中国工程院院士）在1980年代至1990年代初主持研究的，是王梦恕的主要工程成就之一。该方法最早在大秦铁路军都山隧道进行了100米长度的试验，并在进口段700米浅埋黄土隧道上应用。此后的1986年，该方法在北京地铁复兴门折返线工程中应用，并被正式定名为“浅埋暗挖法”；1988年至1992年又成功地使用浅埋暗挖法建设了北京西单地铁车站。该方法的成功，使得在北京市中心不进行大规模开挖的条件下修建地铁成为可能。
该方法在中国大陆以外的地方一般被直接称为新奥法。但由于“软土中的新奥法”或“城市中的新奥法”与传统新奥法不同，在其称谓上也有一定争议。